# Държавно устройство на Намибия
Намибия е полупрезидентска република.

## Изпълнителна власт
Начело на държавата е президента, избиран чрез гласуване на всеки 5 години.
Правителството се оглавява от министър-председателя, който, заедно със своя кабинет, се назначават от президента.

## Законодателна власт
Законодателната власт в Намибия се представлява от двукамарен парламент.
Горната камара „Националния съвет“ разполага с общо 26 места, като всеки регион избира по 2 места, изборите са на всеки 6 години.
Долната камара „Народното събрание“ разполага с общо 78 места, като 72 места се избират на пропорционален принцип, а останалите 6 места се назначават от президента, изборите са на всеки 5 години.

## Съдебна власт
Най-големия съдебен орган в Намибия е Върховният съд, чиито съдии се назначават от президента по препоръка на съдебната служба комисия. Съдебните структура в Намибия е по модел на този на Южна Африка. През 1919 година, римско-холандското право е обявено за обща практика, и така си остава до днес.